# Mihaloğlu

Aus Süleymans Feldzugstagebuch: „Dem Mihaloğlu und den anderen Kommandanten der Aqǐnǧǐ wurde die Erlaubnis zum Streifen gegeben.“

Mihaloğlu (auch Mihailoğlu) ist der Name einer türkisierten byzantinischen Familie, die im 15. und 16. Jahrhundert mehrere erfolgreiche Akıncı-Beys hervorgebracht hatte – was umso bemerkenswerter ist, da die Akıncı selten überhaupt Kommandeure akzeptierten.
Mihailoğlu bedeutet auf Türkisch „Sohn Michaels“ und deutet so auf einen offenbar Anfang des 14. Jahrhunderts zum Islam übergetretenen christlichen Vorfahren hin (Köse Mihal), dessen Nachfahren die Mihaloğlu waren. Möglicherweise war die Bekehrung ihres Vorfahren zum Islam anfangs noch oberflächlich gewesen, möglicherweise war Köse Mihal selbst nur eine mythische Figur, die Mihaloğlu wurden jedenfalls loyale und religiös motivierte Untertanen des osmanischen Sultans.
Die Stellung der Mihaloğlu ähnelte aber mehr der von Vasallen als von Untertanen. Sie konnten weitgehend unabhängig vom Sultan mit bulgarischen, serbischen und bosnischen Akıncı in Siebenbürgen, in Ungarn und im venezianischen Italien plündern. Sie besaßen ausgedehnte Ländereien und erbliche Schlösser an der Donau, und sie geboten über alle Festungen in der Mark an der Donau: Schabatz, Semendria, Golubatsch, Widin, Rachowo, Nikopol, Rustschuk, Tutrakan, Klein-Nikopolis und Giurgiu. In Bosnien, Serbien, Bulgarien und in der Walachei geschah wenig ohne ihren Einfluss.
Wie alle großen osmanischen Familien verloren auch die Mihaloğlu in den bis Mitte des 15. Jahrhunderts andauernden Machtkämpfen am osmanischen Hof an Einfluss, dennoch machten sich seit den 1470er Jahren z. B. Mihaloğlu Ali Bey und sein Bruder Mihaloğlu İskender Pasha mit Vorstößen u. a. nach Ungarn, Österreich, Venetien (Norditalien) und in die Walachei einen Namen als Akıncı-Kommandeure, ehe Ali in der angeblichen Schlacht bei Villach von Truppen des deutschen Königs Maximilians I. besiegt, gefangen genommen und hingerichtet worden sein soll (nach Hammer-Purgstall; türkischen Chronisten zufolge starb Ali erst 1507 in Plewen).

## Weblink
- http://www.mihaloglu.com